# Dicentria simplex
Dicentria simplex är en fjärilsart som beskrevs av Paul Dognin 1909. Dicentria simplex ingår i släktet Dicentria och familjen tandspinnare. Inga underarter finns listade i Catalogue of Life.